# Ode for the Birthday of Queen Anne
Die Ode for the Birthday of Queen Anne (HWV 74), nach den Anfangsworten auch Eternal source of light divine, ist eine Ode von Georg Friedrich Händel.

## Entstehung
Die etwa halbstündige Ode entstand als Huldigungsmusik zum Geburtstag der britischen Königin Anne am 6. Februar 1713, also einige Monate, nachdem Händel zum zweiten Mal (und nun für immer) nach London gekommen war. Das Libretto schrieb Ambrose Philips (1674–1749). Zur Zeit der Konzeption stand der Abschluss des Friedens von Utrecht bevor, an dessen Verhandlungen Königin Anne teilgenommen hatte. Die Dichtung ist daher zugleich ein Dank für den Friedensschluss. Da Königin Anne an ihrem Geburtstag 1713 krank war, wird vermutet, dass die Aufführung erst ein Jahr später stattfand.
Der Text besteht aus sieben Strophen, von denen jede mit einem Refrain schließt:
The day that gave great Anne birth
Who fixed a lasting peace on Earth.
Der Tag der uns die Geburt der großartigen Anne gegeben hat
Die den bleibenden Frieden auf Erden gesichert hat.
Händels Vertonung ist in neun Teile gegliedert, wobei der Refrain stets vom Chor gesungen wird, aber mit variierendem musikalischen Material.